# Kirsten Emmelmann
Kirsten Emmelmann (née:Siemon; Rostock, 19 de abril  de 1961) é uma ex-velocista da Alemanha Oriental, medalhista olímpica, ex-recordista mundial e campeã mundial do revezamento 4x400 metros. Conquistou a medalha de ouro no Mundial de Roma 1987 com o 4x400 m formado por ela, Dagmar Neubauer, Petra Müller e Sabine Busch. Neste mesmo Mundial ela ganhou uma medalha de bronze individual nos 400 m rasos.
Então recordistas mundiais e favoritas à medalha de ouro olímpica em Seul 1988, as alemães ficaram apenas com uma medalha de bronze; as duas primeiras colocadas, União Soviética e Estados Unidos, quebraram o recorde mundial da prova que pertencia às alemães-orientais.
Emmelmann participou do 4x400m que quebrou o recorde mundial da prova em setembro de 1982, em Atenas, 3:19:.04, com Neubauer, Busch e Marita Koch. 